# 董策
董策（1505年—？），字希舒，湖廣長沙衛人，軍籍，明朝政治人物。

## 生平
嘉靖十三年（1534年）甲午科湖廣鄉試第六十六名舉人。嘉靖二十年（1541年）中式辛丑科會試第二百五十五名，登第二甲第四十四名進士。授户部主事，二十八年管天津户部分司，歷官户部管粮郎中，三十年七月以燕河營草場火，奪俸三月。三十八年正月查理邊儲戶科右給事中魏文吉等劾奏諸邊臣侵冒不職狀，已离任的董策等人被降俸二級。累升貴州按察使，四十一年正月以考察調用。

## 家族
曾祖董貴；祖父董俊；父董曆，母毛氏。慈侍下。